# Alpen
Alpen település Németországban, azon belül Észak-Rajna-Vesztfália tartományban. Lakosainak száma 12 870 fő (2023. december 31.).

## Népesség
A település népességének változása:
| Lakosok száma | 9643 | 12 622 | 12 612 | 12 463 | 12 463 | 12 528 | 12 649 | 12 870 |
|               | 1975 | 2014   | 2017   | 2018   | 2019   | 2021   | 2022   | 2023   |